# Каменный Брод (Звягельский район)
Ка́менный Брод (укр. Кам'яний Брід) — посёлок в Звягельском районе Житомирской области Украины.
В прошлом еврейское местечко. 

## География
Ближайшая ж/д станция — Курное (расположена за 25 км от пгт), ближайшая ж/д остановочная платформа — Лебедевка (находится за 12 км от Каменного Брода).

## История
Каменный Брод был основан в 1862 году.
В 1870 году в Каменном Броде Ф. Зуссман открыл фабрику столового фарфора и фаянса. Мануфактура изготовляла фарфор только до 1890 года — потом только фаянс, который быль очень популярен и пользовался большим спросом. До сегодняшнего дня сохранились лишь считанные экземпляры фаянсовых изделий.
Наиболее ранние сведения о еврейской общине известны с 1897 года. В местечке действовали три синагоги (в том числе на одна на заводе, которая в 1928 году была закрыта и передана под местный клуб). Местные евреи были приверженцами чернобыльского хасидизма — последним реббе-цадиком из Макарова—Бердичева был Герш-Лейб (Цви-Арье) Тверский З"ЦЛ, умер в 1935 или 1938 году и похоронен в Бердичеве.
Владелец завода Зусман проживал в Бердичеве рядом с домом цадика.
В 1919 году был погром. Еврейское кладбище было создано в 1919 году после погрома, унесшего жизни около 200 евреев-мужчин, в том числе жизнь местного раввина Шмуеля Шварцтейна. В дальнейшем на этом кладбище были захоронения евреев из соседнего села (ныне пгт) Довбыш. В настоящее время большинство могил разрушено, без надписей. Кладбище разделено на две части: на мужскую и женскую.
До 1917 года в местечке действовало отделение партии Бунд. Также из известных личностей местечка были Кисельгоф Н. А. (организатор рабочего движения в Каменном Броде, работавший под псевдонимом Наумов) и Хаим-Лейзер Перельмутер (начальник первого почтамта в Каменном Броде, революционер из Бунда).
В настоящее время в местечке нет ни одного еврея, завод фактически перестал действовать. На заводе действует музей Каменного Брода, который нуждается в сохранении. Существует угроза уничтожения еврейского кладбища, на котором находится около 250 еврейских памятников до 1935 года. Многие надписи на памятниках ещё не удаётся расшифровать, кладбище находится в полуразрушенном состоянии и нуждается в срочном уходе и восстановлении, на что должны быть выделены целевые финансовые средства. В настоящее время единственным исследователем истории Каменного Брода является З. Шкляр (Москва).
- Хаим-Лейзер Перельмутер
- Кисельгоф Н.  А.

Статус пгт получен в 1938 году.

## Экономика
В пгт есть фаянсовый завод ГП «Каменнобродский фаянс» и карьер по добыче бутового камня.

## Известные жители
В Каменном Броде родился бизнесмен и общественный деятель Ю. И. Каннер, присутствовавший в мае 2009 года на открытии в центре посёлка памятного обелиска жертвам Холокоста.